# Black Gold (1947)
Black Gold ist ein US-amerikanischer Familienfilm aus dem Jahr 1947 von Phil Karlson mit Anthony Quinn in seiner ersten Hauptrolle. Der Film wurde von Monogram Pictures produziert.

## Handlung
Südlich der mexikanischen Grenze wird Davey, ein chinesischer Junge, zum Waisen, als sein Vater, den er erst vor kurzem kennengelernt hat, von weißen Dieben getötet wird. Der Junge freundet sich mit dem Indianer Charley Eagle an, dessen Vater ebenfalls von Weißen getötet wurde. Charley nimmt mit seiner Vollblutstute Black Hope an einem Rennen südlich der Grenze teil und wird von Dan Toland, einem betrügerischen Amerikaner, dazu verleitet, ihm Black Hope zu verkaufen, nachdem sie das Rennen gewonnen hat. Charley gibt Tolands Geld in der Nacht zurück, holt sich Black Hope weder und kehrt mit Davey auf seine bescheidene Ranch in Oklahoma zurück. Charleys Frau Sarah besteht darauf, dass Davey zur Schule geht, doch als die Schüler ihn wegen seiner gelben Haut ärgern, weigert sich Davey, hinzugehen. Erst als Sarah erklärt, ihn adoptieren zu wollen, ist er bereit, wieder in die Schule zu gehen.
Nachdem ein Ölmagnat den Eagles einen Vorschuss dafür gegeben hat, dass er auf ihrem Land bohren darf, bezahlt Charley einen Vollbluthengst von Colonel Caldwell, um Black Hope zu schwängern. Die Stute kann jedoch nach der Geburt ihres Hengstfohlens nicht mehr laufen und Charley muss sie erschießen. Innerhalb weniger Monate stoßen die Eagles auf Öl und Charley nennt das Hengstfohlen Black Gold. Nachdem der inzwischen reiche Charley bei einem Unfall am Bohrturm von einem Balken getroffen wird, muss er am Stock gehen. Er ist dennoch entschlossen, das Kentucky Derby zu gewinnen, und arrangiert, dass sein alter Freund Bucky Black Gold trainiert, mit Davey als seinem Jockey. Eines Tages kreuzt Buckys Ziege Beautiful beim Training Black Golds Weg auf der Rennbahn, wodurch Davey stürzt. Er bleibt unverletzt, aber Charley erleidet einen Herzinfarkt. Charley hat Sarah oft unangekündigt verlassen, wenn er Lust auf die freie Natur hatte, dorthin zieht er sich nun zum Sterben zurück. Sarah, Davey und Black Gold besuchen Charley, als er campiert, und hören seine letzten Worte: „Sie hat gewonnen.“
Beim Kentucky Derby tritt Black Gold gegen Tolands Lieblingspferd Corsair an und gewinnt. Als Sarah im Namen aller Indianer den Goldpokal von Colonel Caldwell entgegennimmt, wiederholt sie die letzten Worte ihres Mannes: „Sie hat gewonnen.“

## Hintergrund
Der erste Monogram-Film in Farbe basiert auf den wahren Abenteuern von Black Gold, dem Außenseiter, der das Kentucky Derby 1924 gewann.
Einige Hintergrundaufnahmen wurden am 4. Mai 1946 beim Kentucky Derby-Rennen in Louisville (Kentucky) und auf einer Rennbahn in Tijuana gedreht. Andere Szenen wurden in den Vasquez Rocks und im Hollywood Park in Los Angeles gedreht. In einer Nachrichtenmeldung vom 1. April 1946 hieß es, dass die Filmarbeiten fast ein Jahr dauern würden, da das schwarze Hengstfohlen, das „Black Gold“ spielte, am letzten Wochenende im März 1946 geboren wurde. Im November 1946 verzögerten sich die Dreharbeiten um zwei Wochen, weil das Cinecolor-Werk geschlossen wurde. Nachdem Monogram einige der Tagesaufnahmen gesehen hatte, erhöhte es das Budget des Films auf 100.000 Dollar (2024: 1,6 Millionen Dollar).
Clem McCarthy, ein professioneller Rennstreckenkommentator, wurde im Mai 1947 beauftragt, einen speziellen Trailer für den Film zu drehen. Mitte Juni 1947 wurden Indianer aus neun Stämmen zu einer Sondervorführung des Films in Los Angeles sowie zu einem Powwow auf dem Farmers Market eingeladen, der zu einem vorübergehenden „Indianerreservat“ erklärt wurde. Um den Film in Los Angeles zu promoten, wurde in einem Drugstore in der Nähe von Beverly Hills ein Indianerdorf mit fünf Tipis aufgebaut und zwölf Indianer als Bewohner eingestellt.
Anthony Quinn und Katherine de Mille waren zum Zeitpunkt der Produktion verheiratet. Es war das einzige Mal, dass sie gemeinsam auf der Leinwand zu sehen waren. Sie ließen sich 1965 scheiden.
Augie Lohman schuf die Spezialeffekte. Otho Lovering überwachte den Schnitt, Larry Russell leitete das Orchester.
Der ausgewachsene Hengst Black Gold wurde von dem American Saddlebred Highland Dale dargestellt.

## Veröffentlichung
Die Premiere des Films fand am 16. September 1947 statt. In der Bundesrepublik Deutschland wurde er am 1. November 1998 im deutschen Fernsehen ausgestrahlt.

## Kritiken
Der Kritiker des TV Guide bezeichnete den Film als ziemlich melodramatisches Zeug, angesichts der schlechten technischen Produktion des Studios, aber gerettet durch Quinns bravouröse Leistung.
Das Lexikon des internationalen Films schrieb: „Sympathische Mischung aus Western und abenteuerlichem Familienfilm im Gewand eines Low-Budget-Westerns, die geprägt wird von der Präsenz des jungen Anthony Quinn.“